# Griechische Literatur
Der Begriff griechische Literatur steht für die Literatur in griechischer Sprache, das heißt sowohl in altgriechischer als auch mittelgriechischer und neugriechischer Sprache. Im engeren Sinn versteht man darunter jedoch oft auch nur die altgriechische Literatur der Antike, wie es sich in der Forschung allgemein eingebürgert hat (zum Beispiel Einteilung der Lehrstühle und Studienfächer an Universitäten). So werden auch hier die byzantinische (mittelgriechische) und neugriechische Literatur in separaten Artikeln behandelt. Der Einfachheit halber wird im Folgenden die altgriechische Literatur auch oft kurz als „griechische“ Literatur bezeichnet.
Für die Erforschung der europäischen Literaturen der Neuzeit und der Moderne stehen die Texte fast in vollem Umfang in Bibliotheken zur Verfügung. Ausgenommen sind allenfalls Texte der Trivialliteratur, die nicht für aufbewahrenswert erachtet wurden. Bei der griechischen und lateinischen Literatur der Antike stellt sich die Situation grundlegend anders dar. Im Wesentlichen liegen uns nur die Texte vor, die christliche Mönche im Mittelalter abgeschrieben haben. Ihre Handschriften (Codices) werden punktuell ergänzt durch kostbare spätantike Codices, durch Papyrusfunde und Steininschriften, doch diese ergänzenden Überlieferungswege können bei weitem nicht die Verluste ausgleichen. Man wird kaum fehlgehen, wenn man zudem annimmt, dass bestimmte Bereiche der Literatur überdurchschnittlich von den Verlusten betroffen sind: „heidnische“ Götterlehre, Philosophie des Atheismus, Literatur von Frauen, Literatur der gleichgeschlechtlichen Liebe bzw. Kultur und anderes mehr. Entsprechende Ansätze der neueren Forschung stehen hier regelmäßig vor großen Lücken in der Quellenbasis, die nicht durch Spekulation zu schließen sind. Diese quellenmäßige Beschränkung gilt jedoch überhaupt für weite Bereiche der griechischen Literatur: Von kaum einem Autor liegt das Gesamtwerk vor.
Darüber hinaus wird unser Bild von der griechischen (und der lateinischen) Literatur maßgeblich durch die jahrhundertelange Rezeptions- und Forschungstradition geprägt. Autoren, die zum Kanon der Schullektüre gehör(t)en, wurden weit intensiver gepflegt und erforscht als andere. Insbesondere in den Bereichen der „kleinen“ Autoren, der sogenannten Buntschriftsteller und der Fachliteratur harren noch viele Autoren und Texte der (breiteren) Entdeckung. Selbst wo der Unterricht an Schulen (und Universitäten) heute neuere Strömungen der Geschichts- und Literaturwissenschaft aufgreift, tut er das im Regelfall weiterhin nur (bzw. vorzugsweise) am Beispiel der etablierten Schulautoren.
Die jahrhundertelange Rezeption der griechischen Literatur in Mitteleuropa zeigt andererseits auch ihre Bedeutung für uns, bzw. teilweise macht die Rezeption die Bedeutung erst aus. Die indische oder arabische Literatur sind nicht weniger reich, doch sie stehen uns buchstäblich fern und sind viel weniger in unser kulturelles Erbe eingegangen.

## Altgriechische Literatur

### Archaische Periode

#### Epik
Die ersten überlieferten Zeugen der griechischen – und damit auch der europäischen – Literatur bilden die Epen des Homer, der bereits in einer langen Tradition mündlicher Überlieferung steht. Neben Ilias und Odyssee, die gemeinhin Homer zugeschrieben werden, existieren noch weitere, sogenannte kyklische Epen, die zwar Homer zugeschrieben wurden, aber heute zumeist nicht mehr als homerisch gelten können. Sie behandeln aber genau wie Ilias und Odyssee den Sagenkreis um den Trojanischen Krieg, von dem die homerischen Gedichte nur Ausschnitte schildern.
Der zweite große Epiker der Frühzeit ist Hesiod. Zwischen ihm und Homer stellten sich die Griechen sogar einen „Wettkampf“ vor, obwohl die Lebenszeiten der beiden Dichter einen solchen überhaupt nicht zulassen. Die beiden großen Epen, die von Hesiod auf uns gekommen sind, sind die Theogonie, welche umfassend die griechische Mythologie darstellt, sowie die Werke und Tage, ein Lehrgedicht in epischer Form, das im Wesentlichen das Bauernhandwerk behandelt.

#### Lyrik
Von der Mehrzahl der frühgriechischen Lyriker sind nur Fragmente überliefert, teils als Zitate bei anderen antiken Schriftstellern, teils als Papyrusfunde. Letztere haben unsere Kenntnis wesentlich erweitert. Noch im 19. Jahrhundert war von Sappho und Alkaios von Lesbos so gut wie nichts bekannt. Lediglich die Chorlieder des Pindar sind nahezu vollständig in zwei Büchern überliefert. Die Sammlungen von Theognis von Megara (Corpus Theognideum) und Anakreon (Anakreonteia) enthalten nach neuerer Forschung auch Gedichte anderer Lyriker.
Lyrik (griechisch lyrikós, nach einem antiken Instrument, der Lyra) war ursprünglich die in Begleitung eines Saiteninstruments vorgetragene Kunstdichtung, die sich in zwei Hauptformen, monodische Lyrik und Chorlyrik untergliederte. Die bekanntesten Vertreter wurden im Kanon der neun Lyriker zusammengefasst. Die Einteilung in einzelne Gattungen der Lyrik erfolgt äußerlich nach den Versmaßen, wobei das jeweilige Metrum aber mit dem Inhalt der Dichtung korrespondiert. Die Verse sind im Grundsatz als eine regelmäßige Abfolge langer und kurzer Silben zu verstehen, wohingegen dem Versakzent allenfalls untergeordnete Bedeutung zukam. In manchen lyrischen Gattungen und in den Liedern der antiken Tragödien und Komödien bilden mehrere Verse unterschiedlicher Versmaße teils kompliziert gebaute Strophen. Einerseits ist dieser Vers- und Strophenbau ein wichtiger Aspekt griechischer Lyrik (und Theaterdichtung), da darin wenigstens ein Rest ihrer Musikalität überliefert ist (Melodien sind nicht erhalten). Andererseits stellt die Metrik für heutige Leser eine große Herausforderung dar.

##### Monodische Lyrik
Die monodische Lyrik ist die von einem einzelnen Sänger vorgetragene Lyrik. Sie entstand auf der Insel Lesbos. Der Dichter und Musiker Terpander, der auf der Insel geboren wurde, jedoch die meiste Zeit in Sparta verbrachte, gilt als erster griechischer Dichter, der Musik und Dichtung miteinander verband. Die meisten seiner Gedichte waren ein hymnischer Melodientyp (Nomoi) der altgriechischen Musik, der zu Beginn nur instrumental, später mit Text vorgetragen wurde oder liturgische Hymnen, die zu Ehren eines Gottes geschrieben und von einem einzelnen, von einer Leier (Lyra) begleiteten Sänger vorgetragen wurde.

##### Chorlyrik
Die so genannte Chorlyrik – für gemeinsam sprechende, singende und tanzende Personen – wurde im 7. Jahrhundert v. Chr. von Dichtern, die im dorischen Dialekt schrieben, begründet. Der dorische Dialekt war im südlichen Peloponnes und Ägäis beheimatet, später wurde er auch für Chorgesänge in weiteren Teilen Griechenlands verwendet. Die Dichter verfassten ihre Gesänge und Tänze zunächst für kultische Feiern, später auch für andere Anlässe, wie zum Beispiel zur Feier eines Siegs bei sportlichen oder musischen Wettkämpfen. Am Übergang zur Klassik ist Pindar zu nennen.

##### Jambische Lyrik
Der Jambus ist ursprünglich ein Versfuß aus einer kurzen, unbetonten und einer langen, betonten Silbe. Er war prägend für die Jambendichtung u. a. des Archilochos.

##### Elegie
Ausgehend von der römischen Elegie sind Elegien in der neuzeitlich-abendländischen Literatur inhaltlich Gedichte im klagenden Ton und in resignativer Wehmut. Die frühgriechische Elegie kannte diese Beschränkung noch nicht. Formal sind die Gedichte durch das sog. elegische Distichon gekennzeichnet. Dabei handelt es sich um ein Verspaar, das aus einem Hexameter und einem Pentameter besteht.

#### Wissenschaftsprosa
Um 550–450 v. Chr. wurden in Prosa verschiedene Realia (Neuigkeiten, Kenntnisse) über Völker, Städte und den Adel gesammelt und geordnet. Anders als im Epos, dessen Kennzeichen das Staunen über die Taten der Götter und Heroen war, wurde hier das Erkennbare sachlich und kritisch vorgestellt. Das Werk dieser Autoren basiert auf der eigenen Wahrnehmung (αὐτοψία, autopsia), auf der von anderen (ἱστορία, historia = Erfahrung) und auch auf Anekdoten und Novellen. Hekataios von Milet (ca. 550–480 v. Chr.) ist der bedeutendste Vertreter.

#### Philosophie
Die archaische Zeit (7./5. Jahrhundert v. Chr.) ist für die Philosophie der Antike die Periode, die als bedeutendstes Forschungsobjekt den Kosmos hat.
- Die Vertreter der Schule von Milet (die Naturphilosophen) stellen den Ursprung (ἀρχή, archē) des Seins im Urstoff der Materie fest.
  - Thales von Milet, (um 640–545 v. Chr.):
    - Urstoff = das Wasser

  - Anaximander, (um 610–546 v. Chr.):
    - Urstoff = das Apeiron (ἄπειρον)

  - Anaximenes, (um 585–528 v. Chr.):
    - Urstoff = die Luft
- Pythagoras:
- Das Problem Werden/Veränderung der Unveränderlichkeit?
  - Heraklit von Ephesos
  - Die Schule von Elea: Parmenides, Zenon

### Klassische Periode

#### Drama
- Die Attische Tragödie:
  - Aischylos, Sophokles, Euripides
- Das Satyrspiel
- Die Komödie: Aristophanes

siehe auch: Theater der griechischen Antike

#### Andere Formen der Poesie
Dramatik und Rhetorik waren typische Formen der Gesellschaftskunst und schufen für die (individuelle!) Lyrik dieser Periode weniger günstige Voraussetzungen.

#### Kreative Prosa
- die Historiografie: Herodot, Thukydides, Xenophon
- die andere wissenschaftliche Literatur: das Corpus Hippocraticum behandelt verschiedene medizinische Probleme; es ist nicht sicher, welche Schriften direkt auf Hippokrates (ca. 460 – ca. 370 v. Chr.) zurückgehen. Sein Vorbild bestimmt das ärztliche Standesethos bis heute. Auch literarisch ist das Werk nicht unbedeutend.
- die Rhetorik: Lysias, Isokrates, Demosthenes, Aischines, vgl. Rhetorik der Antike

#### Philosophie
- die jüngeren Naturphilosophen: Empedokles, Demokrit
- die Sophisten relativierten das traditionelle Wertsystem: Protagoras, Hippias, Gorgias
- die Sokratiker reagierten als Fortsetzer der „ungeschriebenen Lehre“ des Sokrates auf die Sophisten: Xenophon, Platon und Aristoteles

### Hellenismus

#### Dramatik
- die Tragödie: in Alexandrien und anderen Zentren außerhalb Attikas
- die Neue Komödie: Menander (342–290 v. Chr.) beschrieb in seinen Stücken die Familienangelegenheiten des Kleinbürgers der (hellenistischen) Großstadt
- der mimus: realistische und satirische Szenen des täglichen Leben, unter anderem bei Herodas, in die 3. Jahrhundert v. Chr.

#### Andere Formen von Poesie
Epos und Lehrgedicht:
- Aratos von Soloi (310–245 v. Chr.): die Phainomena, ein astronomisches Lehrgedicht über den Sternenhimmel
- Kallimachos (305–240 v. Chr.)
- Apollonios von Rhodos (ca. 295–235 v. Chr.): die Argonautica

Kleinere Formen:
- Theokritos (305–250 v. Chr.): Eidyllia und Epyllia, eine bedeutende Quelle für Vergils Eklogen und die spätere Bukolik
- Sotades (Dichter) (3. Jh. v. Chr.)
- Epigramm: jetzt mit erweitertem Themenspektrum, überliefert vor allem in der Griechischen Anthologie. Bekannte Vertreter sind:
  - Leonidas von Tarent (310–240 v. Chr.)
  - Meleagros von Gadara (130–60 v. Chr.)

#### Kreative Prosa
- Die Historiografie verzeichnet eine enorme Produktivität in dieser Periode
  - die Biografie und die Alexander-Literatur
  - Timaios von Tauromenion, (4./3. Jahrhundert v. Chr.): schrieb die Geschichte von Magna Graecia bis zum Ersten Punischen Krieg
  - Theopompos von Chios (4. Jahrhundert v. Chr.): schrieb unter anderem die Geschichte von Philipp von Makedonien
  - Polybios (ca. 200–120 v. Chr.): verfasste eine Weltgeschichte, schildert die aufkommende Großmacht Rom; Polybios war die bedeutendste Quelle für Titus Livius’ Ab urbe condita
  - nicht-griechische Historiker, die Koiné-griechisch schreiben:
    - Berossos (ca. 300 v. Chr.) schrieb über Babylon
    - Manetho (ca. 250 v. Chr.) schrieb über Ägypten
    - Quintus Fabius Pictor (nach 250 v. Chr.) war Römer, der griechisch über Römische Geschichte schrieb
    - die Septuaginta (3. Jahrhundert v. Chr.), die griechische Fassung des Alten Testaments von und für hellenisierte Juden, entstanden in Alexandrien
- Die andere wissenschaftliche und technische Literatur:
  - die Sprachwissenschaft: die alexandrinischen Philologen, unter anderem Aristophanes von Byzanz (257–180 v. Chr.)
  - die Geisteswissenschaften
    - Euklid (3. Jahrhundert v. Chr.) verfasste die berühmten Stoicheia
    - Archimedes (280–212 v. Chr.) schrieb über seine Experimente und Entdeckungen
- Die Philosophie
  - die Peripatetische Schule: Theophrastos von Eresos (372–287 v. Chr.), Schüler und Nachfolger des Aristoteles
  - der Epikureismus: gestiftet von Epikur (341–270 v. Chr.), dieser lehrte 306 in Athen
  - die Stoa: bedeutendster Vertreter Zenon (335–263 v. Chr.), der ca. 300 eine Schule gründete in der Stoa Poikilē (= freier Säulengang) nahe der Athener Agora, und seine Jünger, unter anderem Kleanthes (331–232 v. Chr., verfasste eine Zeus-Hymne) und Chrysippos von Soloi (280–207 v. Chr.)
- Die Rhetorik

### Kaiserzeit
Das klassische Attisch wurde die Norm für das geschriebene Griechisch.

#### Poesie
- Das Epigramm: bedeutende Vertreter
  - Philodemos von Gadara (110–40 v. Chr.)
  - Marcus Argentarius, Beginn der christlichen Zeitrechnung
- Die Epik
  - Quintus von Smyrna (biografisches ?) verfasste eine Fortsetzung von Homers Ilias
  - Nonnos von Panopolis (5. Jahrhundert) schrieb die Dionysiaka

#### Prosa
- Die Historiografie
  - Römische Geschichte (in Griechisch):
    - Dionysios von Halikarnassos, 2. H. des 1. Jahrhunderts v. Chr.
    - Diodoros von Sizilien (Zeitgenosse Gaius Iulius Caesars und Kaiser Augustus): schrieb eine Weltgeschichte bis zum Gallischen Krieg
    - Cassius Dio (155–235)
    - Herodianos (175–255), Biograph der römischen Kaiser nach Mark Aurel

  - Nicht-römische Angelegenheiten:
    - Flavius Josephus (37–100) beschrieb die jüdische Geschichte und nutzte als bedeutende Quelle Bibeltexte
    - Arrianos (ca. 95–175) schrieb über Alexander den Großen und über die Diadochen

  - Die Biografie:
    - Plutarch, „der Weise von Chaironeia“ (46–120 n. Chr.), verfasste parallele Lebensbeschreibungen historischer Gestalten
    - Diogenes Laertios (3. Jahrhundert) verfasste ein bedeutendes Sammelwerk über die älteren Philosophen
- Andere wissenschaftliche oder technische Literatur
  - Geographie: drei bedeutende Vertreter:
    - Strabon (64 v. Chr. – 19 n. Chr.) beschrieb alle in seiner Zeit bekannten Landverbindungen um das Mittelmeer
    - Ptolemaios (um 100 – nach 160), Geograph, Astronom, Physiker, Musiktheoretiker (Harmonielehre)
    - Pausanias (120–?) verfasste einen Reiseführer für das Griechenland seiner Zeit

  - Naturwissenschaften: Heron von Alexandria (1. Jahrhundert n. Chr.), Galenos (um 130 – um 200)
- Die Philosophie
  - die Stoa
    - Epiktet (ca. 50–130) und Arrianos
    - Kaiser Mark Aurel (121–180) schrieb seine Gedanken nieder – wahrscheinlich im Zelt auf dem Feldzug gegen die Barbaren.

  - andere Strömungen:
    - die zweite Sophistik: Lukian (120–ca. 180)
    - der Neuplatonismus: Plotin (205–270), Porphyrios (232–304), Iamblichos von Chalkis († ca. 330), Kaiser Julian (331/332–363, reg. (355–)360/361–363)
    - die Peripatetische Schule
    - der Skeptizismus: als Folge der vielen philosophischen Richtungen, die einander widersprachen, kam man zu dem Schluss, dass die Menschen sich von jeglicher Stellungnahme zu enthalten haben, sondern zufrieden sein sollen mit dem Schicksal (σκέψις, skepsis)
    - der Eklektizismus: unter Einfluss des Pragmatismus der Römer (die die Philosophie als eine besondere Angelegenheit für sich ansahen) suchte man (ἐκλέγειν, eklegein) das Brauchbare, um ein eigenes Weltbild aufzubauen
    - der Synkretismus: unter Einfluss östlicher Denkrichtungen (jüdischer und christlicher) kam man dazu, Elemente aller bekannten philosophische Richtungen aufzunehmen und zu einem System zu verarbeiten (συγκεραννύναι, synkerannynai)
- Ein neues Genre kommt mit dem Roman auf:
  - Xenophon von Ephesos, 1. Jahrhundert
  - Chariton, 2. Jahrhundert
  - Achilleus Tatios, 3. Jahrhundert und Heliodoros von Emesa,
  - Longos, 3./4. Jahrhundert, Autor des berühmten Daphnis und Chloe
- Christliche Literatur
  - Neues Testament: Das meistgedruckte und meistübersetzte Werk der Literatur in altgriechischer Sprache (Koinē-Griechisch) wurzelt kurioserweise nicht in der griechischen literarischen Tradition.
  - Kirchenväter

### Nachleben des Altgriechischen als Literatursprache
Anders als das Latein, das sich im Westen als Sprache der Kirche und Bildung neben den Nationalsprachen behauptete, obwohl es niemandes Muttersprache mehr war, ist das Altgriechische für Griechen stets mehr oder minder einfach zugänglich gewesen, so dass man im literarischen Schaffen immer wieder auf die klassische Sprachstufe als Modell zurückgriff. Das Spektrum reicht von attizisierender bis hin zu puristischer Verwendung. So ist etwa der Roman Parerga von Nikolaos Maurokordatos, der erste moderne Roman in griechischer Sprache, noch im 18. Jahrhundert in reinem Attisch abgefasst. Andererseits schreiben viele Renaissance-Humanisten wie zum Beispiel Daniel Heinsius als Nicht-Muttersprachler Prosa und Dichtung in klassischem Griechisch, einerseits als Stilübung, andererseits auch, um eine Kulturtradition fortzusetzen, so auch noch Wilhelm Kuchenmüller im 20. Jahrhundert, der seine formvollendeten Gedichte in der Zeitschrift Alindethra veröffentlichte; auch Harry Potter wurde ins Altgriechische übersetzt.

## Byzantinische Literatur
- siehe Byzantinische Literatur
- siehe Byzantinische Geschichtsschreibung

## Neugriechische Literatur
- siehe Neugriechische Literatur